# صبار نجمي سبيبي
صبار نجمي سبيبي (الاسم العلمي:Astrophytum caespitosum) هو نوع غير مؤكد من النباتات يتبع جنس الصبار النجمي من الفصيلة الصبارية.